# Jurij Czajka

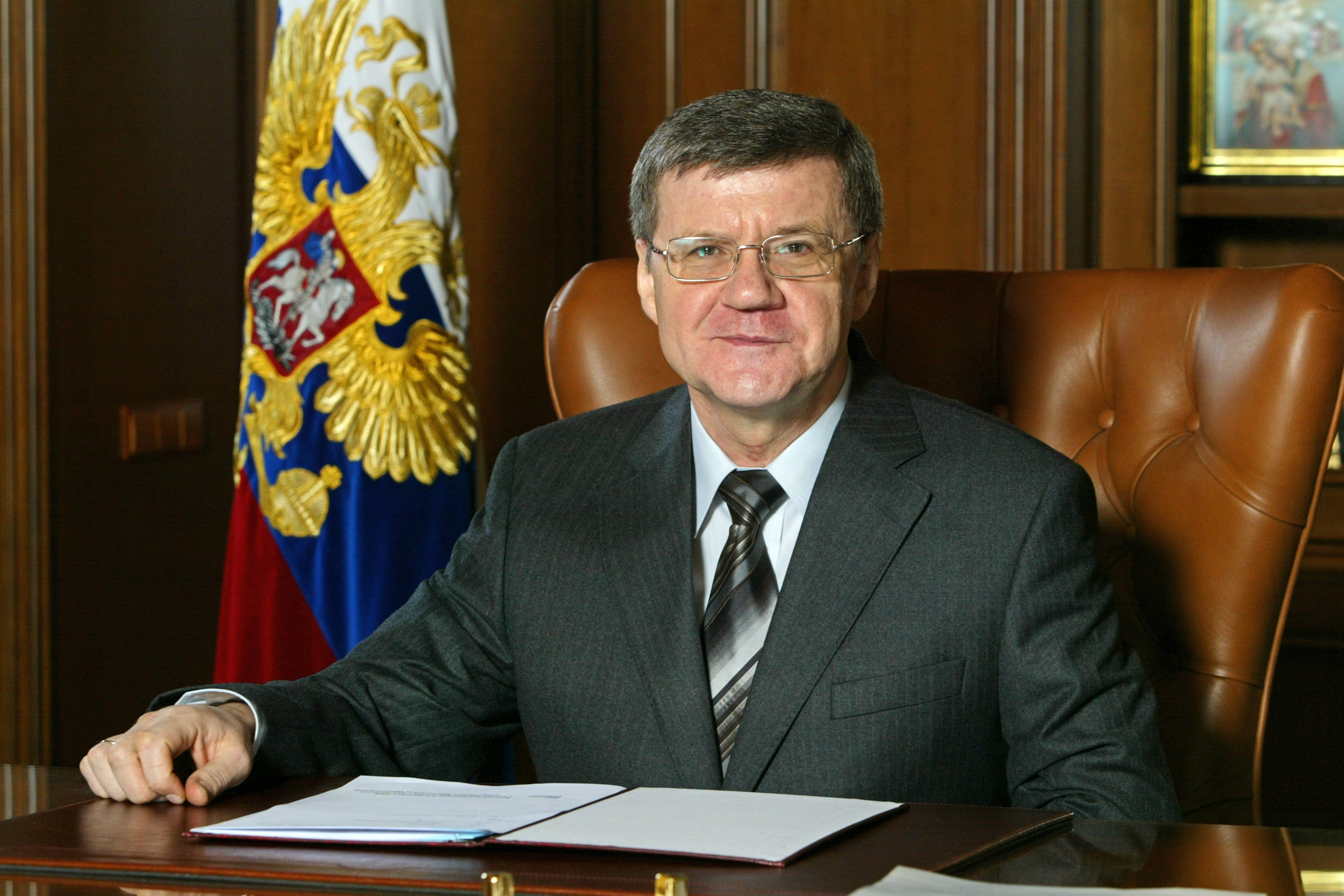
Jurij Czajka

Jurij Jakowlewicz Czajka (ros. Юрий Яковлевич Чайка; ur. 21 maja 1951 w Nikołajewsku nad Amurem) – rosyjski prawnik, prokurator generalny Federacji Rosyjskiej od 23 czerwca 2006 roku.

## Życiorys
Początkowo pracował jako elektryk w stoczni. Po odbyciu służby wojskowej, w 1972 roku podjął studia w Instytucie Prawniczym w Swierdłowsku, który ukończył w 1976 roku. Następnie pracował w prokuraturze obwodu irkuckiego. Był oskarżycielem w procesie Potwora z Irkucka. W 1995 roku został pierwszym zastępcą prokuratora generalnego Rosji. W latach 1999–2006 minister sprawiedliwości Federacji Rosyjskiej. Posiada rangę rzeczywistego państwowego radcy sprawiedliwości.
W 2006 roku Jurij Czajka objął osobistym nadzorem śledztwo w sprawie zabójstwa dziennikarki Anny Politkowskiej. W 2006 roku był także zaangażowany w śledztwo w sprawie otrucia Aleksandra Litwinienki, gdy rosyjska prokuratura oskarżyła o to Leonida Niewzlina, byłego wiceszefa rosyjskiego przedsiębiorstwa naftowego Jukos, który zbiegł do Izraela po aresztowaniu Michaiła Chodorkowskiego. 10 kwietnia 2010 roku objął osobistym nadzorem śledztwo w sprawie katastrofy polskiego Tu-154 w Smoleńsku.